# Chiesa di San Lorenzo (Isone)
La chiesa parrocchiale di San Lorenzo, ad Isone, è documentata solo a partire dal 1452.

## Storia
L'odierna costruzione risale al secolo XVI e al secolo XVII. Nel 1906 la navata fu prolungata con il coro poligonale. La chiesa fu restaurata negli anni 1975, 1989-1990.

## Descrizione
Della struttura originaria si conserva solo il campanile romanico del secolo XII e la sagrestia con l'antico arco trionfale con figure tardogotiche di profeti. 
Il campanile ha tre campane del 1874, realizzate della fonderia Bizzozero di Varese.
La decorazione all'interno della navata, coperta con volta a botte è stata rifatta negli anni 1907-1927. Sono ancora presenti tuttavia statue in stucco del secolo XVII, affreschi seicenteschi, un affresco rinascimentale staccato, raffigurante la Madonna in trono col Bambino dell'inizio secolo XVI e l'altare maggiore in marmo di Viggiù del 1807.